# Sztanovec
Sztanovec (ukránul: Становець) falu Ukrajnában, Kárpátalján, a Huszti járásban.

## Fekvése
Huszttól északkeletre, Kövesliget északi szomszédjában, a Talabor folyó mellett fekvő település.

## Népessége
A 2001-es népszámláláskor 486 lakosa volt.